# Молодіжна студія «Гарт»
Молодіжна студія «Гарт» — щотижнева вечірня(четвер) розважальна передача для молоді на українському телебаченні у 1984—1996 роках.

## Історія
Молодіжна студія «Гарт» була одною з перших розважальних телепередач для молоді на українському телебаченні. Слід зауважити, що тільки згодом такого формату програма з'явилася на ЦТ ОСТАНКІНО. Це програма «Взгляд», яку створили Влад Лістьєв, Олександр Любимов, Олександр Політковський та інші.
```
Програма "Гарт" була дуже популярною під час перебудови та на зорі незалежності України. Перші журналістські розслідування та проблемні матеріали із запрошенням гостей до студію були у "Гарті". Чутки про те, що програму закривають, серед протестувальників під час [Революції на граніті] стали причиною появи гасел «Гарт»— в ефір".
```

Серед журналістів, які працювали в молодіжній студії «Гарт», були такі відомі вітчизняні журналісти як Вадим Бойко. До речі, піонер- розслідувач, коли вже був народним депутатом ВР УРСР, то робив багато проблемних матеріалів. Його смерть закарбована на дошці журналістів, які загинули за свободу слова на Хрещатику, 27а(НСЖУ). Першими гартівцями були Єва Омельчук, Володимир Нечипорук, Василь Яцура, Олександр Ткаченко, Ігор Слісаренко, Дмитро Тузов, Анатолій Яковець та інші. А біля керма «ГАРТУ» бут тоді Віктор Павлюк, який кілька разів рятував програму від закриття.